# Curt Hawkins
Brian Myers, meglio conosciuto con il ring name Curt Hawkins (Glen Cove, 20 aprile 1985), è un wrestler statunitense, sotto contratto con la Total Nonstop Action Wrestling.
Hawkins ha combattuto in WWE (dove ha combattuto dapprima dal 2007 al 2009 e poi dal 2016 al 2020), dov'è noto per una striscia di 269 sconfitte consecutive, terminata il 7 aprile 2019 a WrestleMania 35 con la vittoria del suo secondo Raw Tag Team Championship insieme a Zack Ryder con il quale ha stretto una profonda amicizia mascolina.

## Carriera

### Deep South Wrestling (2006–2007)

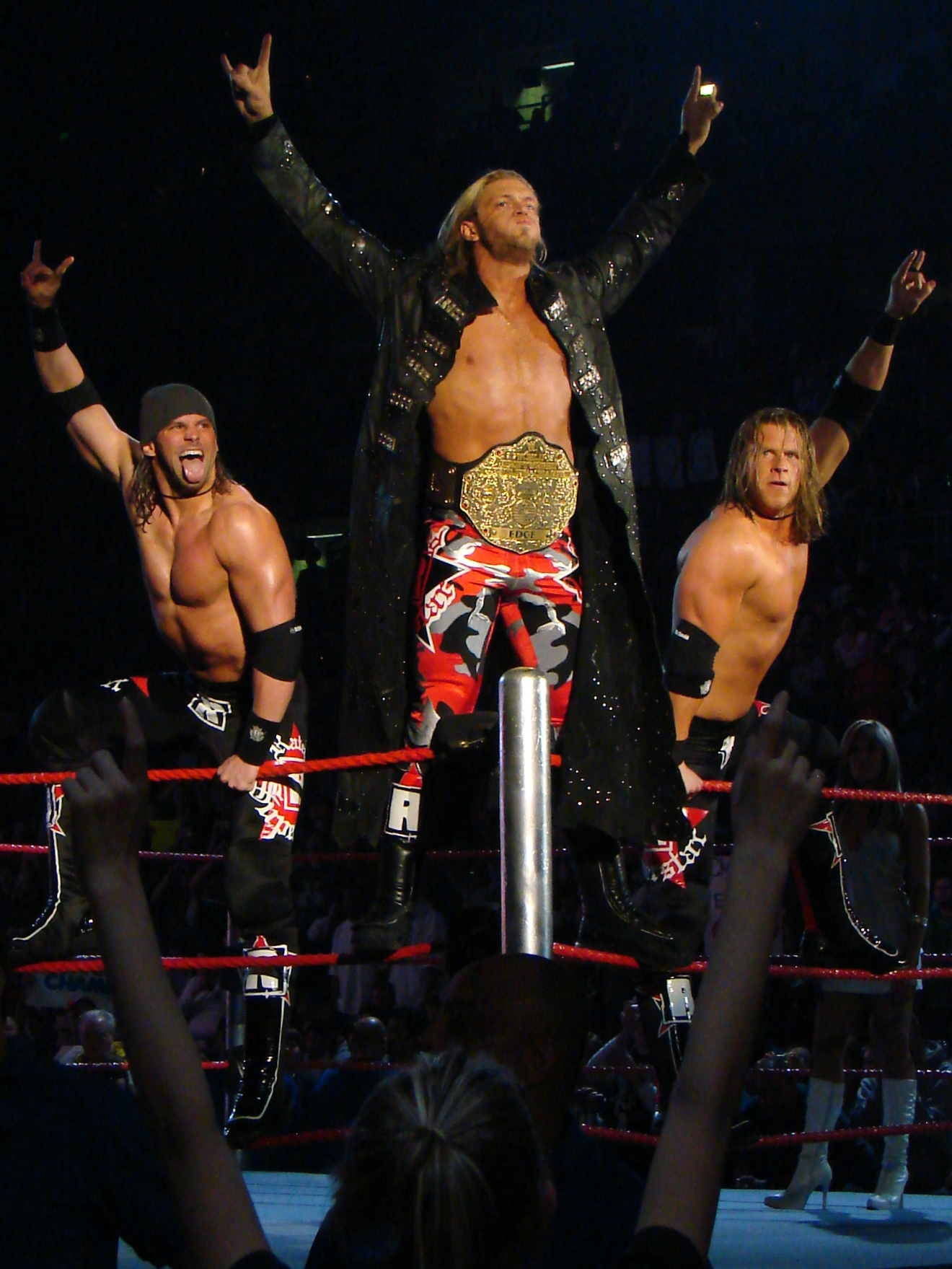
Curt Hawkins (a destra), Zack Ryder ed Edge nel 2008

Il 24 febbraio 2006 Brian Myers e Matthew Cardona firmarono un contratto di sviluppo con la World Wrestling Entertainment. Lottarono nella Deep South Wrestling, all'epoca federazione satellite della WWE, conquistando il DSW Tag Team Championship per due volte.

### World Wrestling Entertainment (2007–2009)
Nei primi mesi del 2007 i Major Brothers iniziarono a combattere regolarmente nei Dark match precedenti alla trasmissione di Raw e SmackDown!.
Il 15 giugno 2007 conquistarono il Southern Tag Team Championship nella Ohio Valley Wrestling salvo perdere il titolo il 29 giugno in favore dei "James Boys" (K.C. James e Cassidy James).
Debuttarono ufficialmente in uno show televisivo della WWE il 1º maggio 2007 durante una puntata di ECW on Sci Fi sconfiggendo Matt Striker e Marcus Cor Von in un tag team match; nell'occasione ricoprirono il ruolo degli sconosciuti. Fu l'unica vittoria del team negli show ECW.
I Majors Brothers furono spostati dalla ECW a SmackDown! il 17 giugno 2007 con il Draft supplementare del 2007. Al loro debutto nello show, il 6 luglio 2007, sconfissero Jeremy Young e Mike Fox. Il 9 novembre 2007 lottarono in un match valido per il Tag Team Championship grazie ad una precedente vittoria in una battle royal valida per la definizione dei primi sfidanti per il titolo, ma non riuscirono a sconfiggere i campioni, MVP e Matt Hardy.
Ad Armageddon i Major Brothers, vestiti allo stesso modo di Edge, interferirono nel match valido per il World Heavyweight Championship, aiutando Edge a conquistare la cintura e passando al contempo tra gli heel per la prima volta dal loro arrivo nella WWE.
Il 21 dicembre 2007 a SmackDown!, i Major Brothers furono presentati come aiutanti di Edge e dell'allora General Manager dello show Vickie Guerrero. Al duo fu affidata una nuova gimmick e nuovi nomi: Brett Major divenne Zack Ryder e Brian Major divenne Curt Hawkins. Da allora i due hanno fatto da guardaspalle alla Rated R Superstar e Vickie Guerrero.
Il 20 luglio 2008 a The Great American Bash 2008 conquistarono i WWE Tag Team Championship sconfiggendo i campioni The Miz e John Morrison in un Fatal Four Way match al quale presero parte anche Jesse & Festus e Finlay & Hornswoggle. Ad Unforgiven 2008 lasciano La Familia quando Big Show aiuta Vickie Guerrero ad attaccare The Undertaker. Il 26 settembre perdono il titolo contro Carlito e Primo Colon. Il duo si scioglie quando, nella Draft 2009, Zack Ryder ritorna alla ECW mentre Hawkins viene rimandato in Florida Championship Wrestling per ulteriori allenamenti.

### Florida Championship Wrestling (2009–2010)
Hawkins viene rimandato in Florida Championship Wrestling debuttando nel 2009 perdendo contro David Otunga. Successivamente, vince una battle royal a 8 uomini e diventa 1st contender per l'FCW Florida Heavyweight Championship detenuto da Justin Gabriel ma viene sconfitto da Gabriel che mantiene il titolo. Vince poi gli FCW Florida Tag Team Championship con Caylen Croft e Trent Baretta. Anche se può sembrare strano visto che è un trio, potevano difendere i titoli secondo la FreeBird Rules ovvero che ogni formazione possibile fra i tre lottatori poteva andare bene per la difesa dei titoli, che persero contro Michael McGillicutty e Brett DiBiase.

### Ritorno in WWE (2010–2014)

#### Alleanza con Vance Archer (2010–2011)
Hawkins torna a SmackDown dopo più di un anno di assenza, in tag team con Vance Archer. I due dichiarano di non aver un contratto a tempo indeterminato, ma di avere un mese per impressionare tutti e "fare impatto" nello Show. Distruggono prima dei jobber a Superstars, poi altri due wrestlers locali a Smackdown, per poi attaccare MVP nella puntata di Smackdown del 4 giugno dopo un match della Ballin superstar contro Jack Swagger. Successivamente vincono, contro lo stesso MVP e Christian, è Otterrano delle buone prestazioni nella categoria di coppia, ma non riescono ad avere però delle Title Shots per i titoli di coppia. I due partecipano poi ad una Battle Royal a Smackdown per uno spot nel Fatal 4 Way per il World Heavyweight Title nell'omonimo PPV, ma vengono eliminati durante l'incontro, seppur ben figurando. Il 25 giugno a Smackdown i due combattono in coppia con Dolph Ziggler perdendo contro Kofi Kingston, MVP & Christian. Nella puntata del 9 luglio di Smackdown, sconfiggono Matt Hardy e Christian. A Superstars il 15 luglio sconfiggono altri 2 Jobber (Matt Cross & Jamin Canseco). Il 5 agosto a Superstars, Hawkins e Archer, sconfiggono Trent Baretta e Caylen Croft. Nella puntata di Superstars del 19 agosto, affrontano e sconfiggono MVP e JTG, Ma in quella del 26 perdono contro Trent Baretta e Caylen Croft. Perdono anche il Rematch del 9 settembre a Superstars. Il 24 settembre combattono a Smackdown in un Handicap Match contro Big Show, ma perdono il match. A Superstars dopo che Vance Archer nel suo match contro Chris Masters attacca per sbaglio Curt Hawkins, i due si separano con Hawkins che colpisce con il suo Flying Elbow Smash Archer.
Inizia poi a combattere da singolo ottenendo ben pochi successi. Dopo un breve feud con Trent Baretta, vinto da quest'ultimo a WWE Superstars combatte sporadicamente. Il 28 ottobre perde contro MVP. Nella puntata di Superstars del 16 dicembre perde anche contro, JTG. Perde il 6 gennaio a WWE Superstars contro Chris Masters. Nella puntata di Superstars del 13 gennaio, Curt Hawkins e Chavo Guerrero vengono sconfitti in un tag team match da Chris Masters e JTG. Nella puntata di WWE Superstars del 20 gennaio viene sconfitto da Chris Masters con la Masterlock. Nel dark match di Royal Rumble 2011 sconfitto da R-Truth. Nella puntata di WWE Superstars del 3 febbraio, Curt Hawkins in coppia con Tyler Reks sconfigge la squadra formata da Trent Baretta e JTG. Dopo il match, Hawkins avanza l'ipotesi di formare un team con Reks ma quest'ultimo risponde negativamente attaccandolo con il suo Burning Hammer; proprio a causa di questo attacco, i due si affrontano a Superstars il 10 febbraio ma a spuntarla è Tyler Reks. Nella puntata di Superstars del 3 marzo, viene sconfitto da Chris Masters per sottomissione. Nel Dark match della puntata di WWE SmackDown! dell'11 marzo viene sconfitto dal rientrante Shelton Benjamin. Il 31 marzo, a Superstars, perde contro Trent Baretta. A Wrestlemania 27, Hawkins partecipa alla 22-man battle royal nel dark match, dove però viene eliminato. Dopo un breve periodo di assenza, ritorna il 14 aprile a WWE Superstars, perdendo contro Chris Masters. Nella puntata di SmackDown! del 15 aprile, partecipa alla battle royal per decretare lo sfidante di Alberto Del Rio a WWE Extreme Rules nel match valido per il World Heavyweight Championship, ma viene eliminato da Rey Mysterio.

#### Alleanza con Tyler Reks (2011–2012)
Nella supplemental Draft del 2011 Curt Hawkins passa da SmackDown a Raw. Nella puntata del 12 maggio a superstars aiuta il suo ex tag team partner Zack Ryder a vincere contro Vladimir Kozlov. Torna a combattere in coppia con Ryder dopo più di due anni il 19 maggio a Superstars dove però i due perdono contro Santino Marella e Vladimir Kozlov. Sette giorni dopo, sempre a Superstars, si presenta da Face e sconfigge JTG, nei mesi successivi appare solo nel backstage di Raw con altre Superstars.

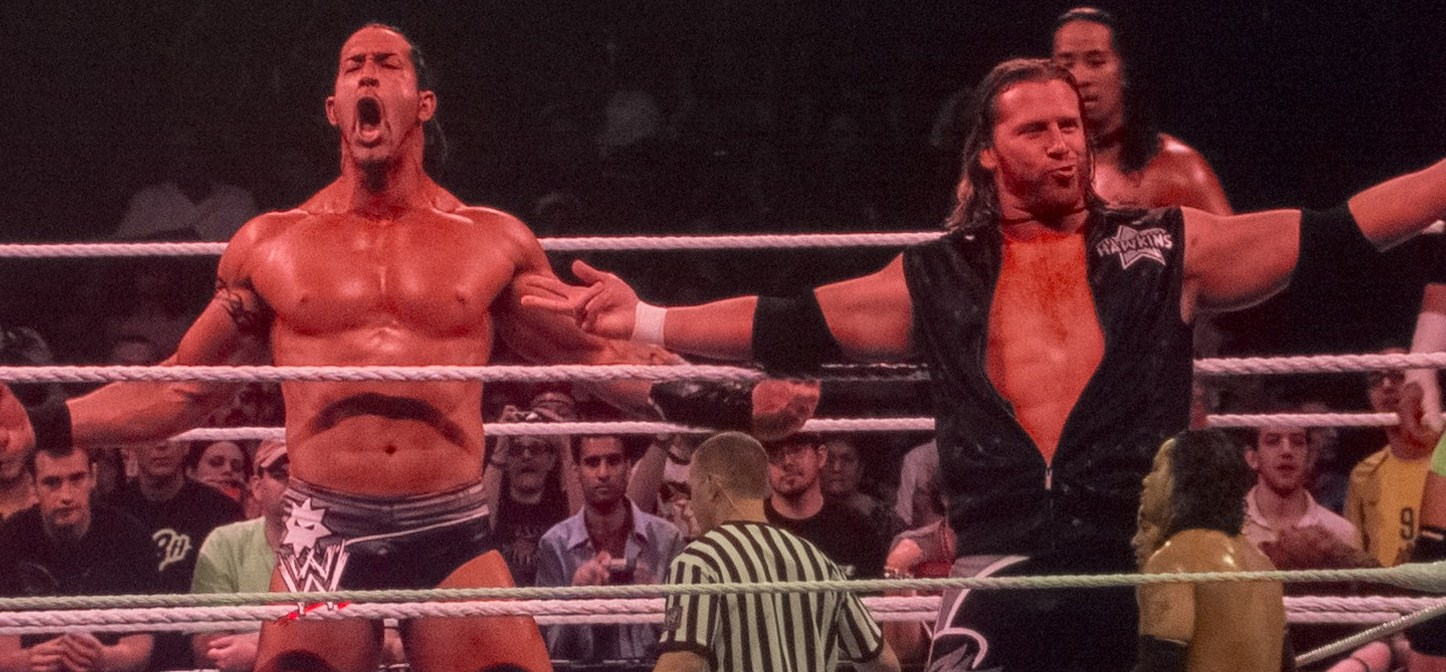
Hawkins e Reks nell'Aprile del 2012.

Nella puntata di Raw del 5 settembre si presenta nell'arena insieme a un nuovo compagno, Tyler Reks. Nella Puntata di Superstars dell'8 settembre sconfigge, insieme a Tyler Reks, Titus O'Neil e Percy Watson. Durante la puntata di NXT del 27 settembre, attaccano alla fine del loro match gli Usos, La settimana successiva a NXT affronta insieme a Tyler Reks gli Usos e riescono a sconfiggerli. Nel Rematch dell'11 ottobre perdono contro i samoani. La stessa settimana, a SmackDown, Hawkins partecipa alla Battle Royal a 37 uomini promossa da Theodore Long e John Laurinaitis nel quale il vincitore avrebbe ottenuto un match titolato per un titolo a sua scelta, ma viene eliminato da Sheamus. Nella puntata del 18 ottobre di NXT, assiste al match del suo tag team partner contro Yoshi Tatsu, a fine match Hawkins insieme a Reks attaccano Tatsu, ma arrivano gli Usos a salvare Yoshi Tatsu. La settimana successiva a NXT, accompagna Tyson Kidd nel suo match contro Jey Uso, nel quale dopo aver vinto attaccano Jimmy e Jey, ma arriva Yoshi Tatsu a scacciare Kidd e Hawkins. Hawkins ritorna dal suo infortunio il 10 novembre a Superstars, contro Justin Gabriel, perdendo però il match. Hawkins Partecipa alla battle royal della puntata speciale di Smackdown, del 29 novembre, venendo però eliminato da Sheamus. Nella puntata del 6 dicembre di NXT, affronta insieme al suo compagno Tyler Reks, gli Usos, venendo pero sconfitti, Settimana successiva a NXT, perdono ancora sta volta contro Trent Baretta e Yoshi Tatsu, Ma in quella del 21 dicembre sconfigge proprio, Trent Baretta, e nella puntata di Superstars del 22 dicembre, combatte nel main event insieme al suo compagno, Tyler Reks, per sfidare Gli AirBoom, ma vengono sconfitti. Settimana successiva, nell'ultima puntata di Superstars del 2011, perdono il rematch contro, gli AirBoom. Nella prima puntata di NXT, del 2012, viene sconfitto da, Trent Baretta. A Raw, il 9 gennaio, viene sconfitto dal rientrante Brodus Clay. Nella puntata del 18 gennaio di NXT, ritorna a vincere insieme a Tyler Reks, contro i rivali, Yoshi Tatsu e Trent Baretta, ma nella puntata di Superstars del 19 gennaio, perdono contro, Mason Ryan e Santino Marella. A NXT, il 25 gennaio, perdono contro gli Usos, ma il quella del 7 febbraio, nel main event di NXT, sconfiggono proprio questi ultimi. Il 14 febbraio, Hawkins disputa un match singolo, perdendo contro Tyson Kidd. Qualche giorno dopo, è nel main event di SmackDown, e prova ad aggiudicarsi la Battle Royal valevole per il posto lasciato vacante da Randy Orton nell'Elimination Chamber di SmackDown valida per il World Title, ma viene eliminato. Nella puntata di Superstars Del 1º marzo perde contro, Santino Marella. Nella puntata di NXT del 14 marzo insieme al compagno Tyler Reks, sconfiggono Percy Watson e Alex Riley mentre il giorno dopo a Superstars, perdono contro i BOOM JIMMY. Nell'edizione di NXT del 21 marzo, Hawkins viene sconfitto da Justin Gabriel in un match uno contro uno.
Nella puntata di Raw del 26 marzo viene sconfitto con rapidità da Brodus Clay. Il 5 aprile a Superstars, perde un Tag Team match insieme al suo compagno contro Gli Usos. A Superstars del 12 aprile, perde un match singolo contro, Kofi Kingston.
Nella puntata di NXT del 18 aprile, affronta il suo caro amico Tyler Reks in un match dove chi perde viene fatto licenziare, cortesia di William Regal. Il match viene vinto proprio da Tyler e Curt viene licenziato (Kayfabe). Dopo aver vinto, però, anche Reks riceve il benservito.

#### Faida con Ryback e infortunio (2012–2013)
Nella puntata di NXT del 9 maggio, Hawkins e Reks fanno il loro ritorno dicendo di essere stati assunti da John Laurinaitis come membri della security ad NXT e di essere stati reintegrati nel roster. Il giorno dopo, a Superstars, bagnano però il loro ritorno con la sconfitta venendo battuti da Santino Marella e Zack Ryder. Nella puntata di NXT del 16 maggio, perdono contro Ezekiel Jackson e The Great Khali. Ad Over the Limit, partecipa ad una Battle Royal a 20 uomini, nella quale il vincitore avrebbe scelto un campione secondario da sfidare con la cintura in palio, ma viene eliminato da The Great Khali. Inoltre la stessa sera, insieme al suo compagno, sequestra vari cartelloni dei fan contro John Laurinaitis. Nella puntata di Raw successiva, insieme a Tyler Reks, Titus O'Neil e Darren Young, attacca John Cena dopo il suo match contro David Otunga. Il 30 maggio, ad NXT, sono ancora vittoriosi contro gli Usos. Nella puntata di Raw del 4 giugno affrontano i campioni di coppia Kofi Kingston e R-Truth, venendo però sconfitti. L'11 giugno, combatte di nuovo a Raw, stavolta in singolo contro Sin Cara, perdendo il match. Nella puntata di NXT del 13 giugno, Hawkins e Reks sconfiggono Derrick Bateman e Percy Watson. Nella puntata di Superstars successiva a No Way Out, PPV nel quale Cena ha battuto Big Show ed ha terminato l'era "People Power" di Laurinaitis, Tyler Reks e Curt Hawkins vengono sconfitti da Tyson Kidd e da Justin Gabriel.
Nella puntata di SmackDown Great American Bash del 3 luglio viene sconfitto dal possente Ryback. Dopo questa sconfitta, Hawkins e Reks hanno annunciato su Twitter che sono pronti a vendicarsi di Ryback. Nella puntata successiva di Smackdown Hawkins assiste il match del suo compagno Tyler Reks contro Ryback, tuttavia Reks viene sconfitto.
A Money in the Bank Curt e Tyler Reks affrontano insieme RyBack in un Handicap match venendo però un'altra volta sconfitti dopo una lunga resistenza. Fa la sua apparizione durante la 1000sima puntata di Raw attaccando Kane e The Undertaker con il compagno Tyler Reks e altri atleti, ma viene messo K.O. dopo aver subito una Chokeslam e una Tombstone Piledriver. Nella puntata di Superstars del 26 luglio Reks e Hawkins vengono sconfitti da Justin Gabriel & Tyson Kidd. Il 6 agosto, a Raw, vengono nuovamente sconfitti da Ryback in un Handicap Match. Stessa settimana, a Superstars, perdono ancora contro Gabriel e Kidd.
Nella puntata di SmackDown prima di SummerSlam, Reks e Hawkins ricevono un'opportunità dal nuovo General Manager di SmackDown Booker T di mettersi in mostra nel roster blu e i due si presentano con una gimmick da spogliarellisti. La stessa sera, sconfiggono due lottatori locali. Il giorno 22 agosto, Reks chiede però il rilascio alla WWE per dedicarsi a tempo pieno alla famiglia. A Saturday Morning Slam, perde contro Brodus Clay.
In seguito, viene reso noto che ha dovuto sottoporsi ad un'operazione chirurgica per cui starà fuori dal ring per un po' di tempo.

#### Varie faide (2013–2014)
Ritorna il 22 gennaio a Saturday Morning Slam, presentandosi con un nuovo look ma venendo sconfitto da Justin Gabriel. Ritorna poi ad NXT, perdendo contro Sami Zayn. Combatterà anche 2 volte a Main Event, perdendo sia contro Justin Gabriel, che contro Big E Langston.
A NXT prende parte a una battle royal per decretare il primo sfidante al NXT Championship venendo eliminato da Mason Ryan. Il 1º agosto torna a combattere a Superstars, subendo un'altra sconfitta da Sin Cara. Ad NXT perde di nuovo contro Sami Zayn mentre il 4 ottobre, a Superstars, perde contro Rob Van Dam. Nella puntata di Superstars del 7 febbraio perde un 8-Man Tag Team Match, in team con la 3MB, contro i Los Matadores e gli Usos.
Il 12 giugno 2014 Curt Hawkins è stato licenziato insieme a numerosi altri colleghi.

### Circuiti indipendenti (2014–2015)
Dopo essere stato rilasciato dalla WWE, Myers lotta all' evento Jersey Championship Wrestling (JCW), in coppia con Val Venis sconfiggendo Danny Demento e Erick Andretti. Il 22 giugno Myers viene sconfitto da AR Fox all'evento Beyond Wrestling. il 29 agosto, Myers fa il suo debutto nella Pro Wrestling Guerrilla perdendo contro A.J. Styles.

### Total Nonstop Action Wrestling (2015–2016)
Myers fa il suo debutto nella Total Nonstop Action Wrestling il 27 luglio a Impact! dove in coppia con Trevor Lee perde contro i Wolves.

### Secondo ritorno in WWE (2016–2020)

#### SmackDown(2016–2017)
Nella puntata di SmackDown del 16 agosto è stato mandato in onda un promo che ha annunciato il ritorno di Hawkins in WWE dopo due anni. Nella puntata di SmackDown del 18 ottobre Hawkins avrebbe dovuto affrontare Apollo Crews ma l'incontro non è avvenuto, in quanto Hawkins ha deciso di andarsene. Curt Hawkins ha debuttato ufficialmente nella puntata di Main Event del 26 ottobre dove è stato sconfitto da Apollo Crews. Nella puntata di SmackDown del 1º novembre Curt ha risposto alla Open challenge di Dolph Ziggler per l'Intercontinental Championship dove però è stato sconfitto in pochi secondi dallo "Show-off", che ha dunque mantenuto il titolo. Nella puntata di SmackDown dell'8 novembre Hawkins ha ottenuto la sua prima vittoria sconfiggendo Apollo Crews. Il 4 dicembre, nel Kick-off di TLC: Tables, Ladders & Chairs, Hawkins, gli Ascension (e i Vaudevillains sono stati sconfitti da Apollo Crews, gli American Alpha e gli Hype Bros. Nella puntata di SmackDown del 20 dicembre Hawkins è stato sconfitto da Mojo Rawley. Nella puntata di SmackDown del 24 gennaio 2017 Hawkins ha partecipato ad una Battle Royal per guadagnare un posto nel Royal Rumble match del 2017 ma è stato eliminato da Mojo Rawley. Il 12 febbraio, nel Kick-off di Elimination Chamber, Hawkins è stato sconfitto da Mojo Rawley. Nella puntata di SmackDown del 28 febbraio Hawkins avrebbe dovuto affrontare l'Intercontinental Champion Dean Ambrose ma l'incontro non è nemmeno iniziato a causa del campione, che ha steso dopo pochi secondi Hawkins dopo una Dirty Deeds. La stessa scena si è ripetuta anche nella puntata di SmackDown del 7 marzo. Il 2 aprile, nel Kick-off di WrestleMania 33, Hawkins ha partecipato all'annuale André the Giant Memorial Battle Royal ma è stato eliminato. Nella puntata di SmackDown del 4 aprile Hawkins è stato sconfitto dal debuttante Tye Dillinger.

#### Striscia di sconfitte (2017–2019)
Con lo Shake-up del 10 aprile Hawkins è stato trasferito nel roster di Raw. Nella stessa puntata dello show rosso è stato colpito dal KO Punch di Big Show. Nella puntata di Raw del 17 aprile Hawkins è stato sconfitto in pochissimo tempo da Finn Bálor. Nella puntata di Raw del 24 aprile Hawkins è stato sconfitto da Apollo Crews. Nella puntata di Main Event del 5 maggio Hawkins è stato sconfitto da Curtis Axel. Nella puntata di Main Event del 12 maggio Hawkins è stato sconfitto da Aleister Black (membro del roster di NXT). Hawkins è successivamente apparso il 24 maggio ad NXT dove ha affrontato nuovamente Aleister Black venendo sconfitto. Nella puntata di Main Event del 26 maggio Hawkins e Curtis Axel sono stati sconfitti da Heath Slater e Rhyno. Nella puntata di Main Event del 2 giugno Hawkins e Bo Dallas sono stati sconfitti da Heath Slater e Rhyno. Nella puntata di Main Event del 9 giugno Hawkins è stato sconfitto da Bo Dallas. Nella puntata di Main Event del 16 giugno Hawkins è stato sconfitto da Curtis Axel. Nella puntata di Raw del 26 giugno Hawkins è stato sconfitto da Seth Rollins. Nella puntata di Raw del 3 luglio Hawkins è stato nuovamente sconfitto da Seth Rollins in pochissimo tempo. Il 9 luglio, a Great Balls of Fire, Hawkins è stato sconfitto da Heath Slater. Nella puntata di Main Event del 21 luglio Hawkins è stato sconfitto da R-Truth. Nella puntata di Raw del 24 luglio Hawkins è stato sconfitto da Jason Jordan. Nella puntata di Main Event dell'11 agosto Hawkins è stato sconfitto da Apollo Crews. Nella puntata di Main Event dell'18 agosto Hawkins è stato sconfitto da Kalisto. Nella puntata di Main Event del 25 agosto Hawkins è stato sconfitto da Heath Slater. Nella puntata di Raw del 28 agosto Hawkins ha partecipato ad una Battle Royal per determinare il contendente n°1 all'Intercontinental Championship di The Miz ma è stato eliminato da tutti gli altri partecipanti. Nella puntata di Raw del 18 settembre Hawkins è stato sconfitto da Apollo Crews, continuando la sua losing streak. Nella puntata di Raw del 25 settembre Hawkins è stato brutalmente attaccato da Braun Strowman prima che il loro match potesse iniziare. Nella puntata di Main Event del 12 ottobre Hawkins e Dash Wilder sono stati sconfitti da Heath Slater e Rhyno. Nella puntata di Main Event del 27 ottobre Hawkins è stato sconfitto da Matt Hardy. Nella puntata di Main Event del 3 novembre Hawkins è stato sconfitto da Jason Jordan. Nella puntata di Main Event del 10 novembre Hawkis è stato sconfitto per la seconda volta da Matt Hardy. Nella puntata di Main Event del 24 novembre Hawkins è stato sconfitto da Heath Slater. Nella puntata di Main Event del 13 dicembre Hawkins è stato sconfitto da Rhyno. Nella puntata di Main Event del 20 dicembre Hawkins è stato sconfitto da Apollo Crews. Nella puntata di Raw del 25 dicembre Hawkins è stato sconfitto da Finn Bálor. Nella puntata di Raw dell'8 gennaio 2018 Hawkins è stato pesantemente sconfitto da Matt Hardy. Nella puntata di Main Event del 17 gennaio Hawkins è stato sconfitto da Rhyno. Nella puntata di Main Event del 24 gennaio Hawkins è stato sconfitto da Goldust. Nella puntata di Main Event del 7 febbraio Hawkins è stato nuovamente sconfitto da Goldust. Nella puntata di Main Event del 14 febbraio Hawkins è stato sconfitto da Heath Slater. Nella puntata di Main Event del 28 febbraio Hawkins è stato sconfitto per la terza volta da Goldust. Nella puntata di Main Event del 7 marzo Hawkins è stato sconfitto da Apollo. Nella puntata di Main Event del 14 marzo Hawkins è stato sconfitto per la terza volta da Goldust. Nella puntata di Main Event del 21 marzo Hawkins è stato sconfitto da Heath Slater. L'8 aprile, nel Kick-off di WrestleMania 34, Hawkins ha partecipato all'annuale André the Giant Memorial Battle Royal ma è stato eliminato da Fandango. Il 27 aprile, a Greatest Royal Rumble, Hawkins ha partecipato al Royal Rumble match a 50 uomini entrando col numero 43 ma è stato eliminato da Braun Strowman. Nella puntata di Main Event del 9 maggio Hawkins è stato sconfitto da Zack Ryder. Nella puntata di Raw del 4 giugno Hawkins è stato sconfitto dal jobber James Harden per squalifica a causa dell'intervento di Baron Corbin, portando la sua losing streak a 200 sconfitte di seguito. Nella puntata di Raw dell'11 giugno Hawkins è stato sconfitto in pochi secondi da No Way Jose. Nella puntata di Raw del 18 giugno Hawkins è stato sconfitto da Bobby Roode. Nella puntata di Main Event del 27 giugno Hawkins e gli Ascension sono stati sconfitti da Bobby Roode e i Breezango. Nella puntata di Main Event dell'11 luglio Hawkins è stato sconfitto da Chad Gable. Nelle successive 5 puntate di Main Event affronta 4 volte No Way Jose e 1 volta Tyler Breeze, perdendo tutti gli incontri. Nella puntata di Raw del 20 agosto Hawkins è stato sconfitto da Elias; dopo questo match, ha un'ernia in un live event, non potendo lottare per 3 mesi Ritorna nella puntata di Main Event del 12 novembre, dove viene sconfitto insieme a Zack Ryder da Apollo Crews e Tyler Breeze. Nella puntata di Raw del 26 novembre viene annunciato come sostituto di Braun Strowman nel torneo Mixed Match Challenge, dove parteciperà insieme alla ex-partner di Strowman, Ember Moon; la coppia, tuttavia, viene subito eliminata il 27 novembre, perdendo nei quarti di finale contro i futuri finalisti Alicia Fox e Jinder Mahal. Nella puntata di Main Event del 3 dicembre Hawkins viene sconfitto da Tyler Breeze. Nella puntata di Main Event del 10 dicembre viene sconfitto insieme agli Ascension dai Lucha House Party.Nella puntata di Main Event del 28 dicembre Hawkins è stato sconfitto da Titus O'Neil. Nella puntata di Raw del 31 dicembre Hawkins ha partecipato ad una Battle Royal per determinare l'avversario di Dean Ambrose per l'Intercontinental Championship per quella stessa sera ma è stato eliminato da Apollo Crews.

#### Alleanza con Zack Ryder (2019–2020)
Nella puntata di Main Event del 7 gennaio 2019 Hawkins viene sconfitto dal debuttante EC3. Nella puntata di Main Event del 14 gennaio viene sconfitto insieme a Tyler Breeze da No Way Jose e Zack Ryder. Nella puntata di Raw del 21 gennaio viene nominato guest referee nel match valido per il Raw Tag Team Championship tra i campioni Bobby Roode e Chad Gable e gli sfidanti The Revival vinto dai primi, dimostrandosi molto ligio al regolamento; a fine match, gli sfidanti lo attaccano, ma in sua difesa interviene il suo vecchio alleato Zack Ryder, che permette a Hawkins di effettuare un turn face. Alla Royal Rumble, Hawkins entra nella rissa reale maschile con il numero 10, rimanendo sul ring circa 4 minuti ed eliminando Titus O'Neil, ma viene eliminato da Samoa Joe. Nella puntata di Raw del 28 gennaio, Hawkins e Ryder vengono sconfitti dai Revival in un mach non titolato. Nella puntata di Raw del 18 febbraio Hawkins e Ryder sono stati sconfitti dai Lucha House Party (Gran Metalik e Lince Dorado). Nella puntata di Raw del 4 marzo Hawkins e Zack Ryder hanno partecipato ad un Gauntlet match ma sono stati eliminati per ultimi dagli Heavy Machinery. Il 7 aprile, nel Kick-off di WrestleMania 35, Hawkins e Ryder hanno sconfitto i Revival conquistando il Raw Tag Team Championship per la seconda volta; con questa vittoria, inoltre, Hawkins ha interrotto la sua striscia di sconfitte. Nella puntata di Raw dell'8 aprile Hawkins e Ryder hanno difeso i titoli contro i Revival. Nella puntata di Raw del 15 aprile Hawkins, Ryder, Aleister Black e Ricochet sono stati sconfitti dai Revival e i Viking Experience. Nella puntata di Raw del 10 giugno Hawkins e Ryder hanno perso i titoli a favore dei Revival in un Triple Threat match che comprendeva anche gli Usos dopo 64 giorni di regno. Nella puntata speciale Raw Reunion del 22 luglio Hawkins e Zack Ryder sono stati pesantemente sconfitti dai Viking Raiders. Nella puntata di Raw del 2 settembre Hawkins e Ryder sono stati sconfitti da Dolph Ziggler e Robert Roode. Nella puntata di Raw del 21 ottobre Hawkins e Ryder sono stati sconfitti dai Raw Tag Team Champions, i Viking Raiders, in un match non titolato. Nella puntata di Raw del 25 novembre Hawkins e Ryder sono stati sconfitti dai rientranti AOP. Nella puntata di Raw del 30 dicembre Hawkins e Ryder sono stati sconfitti da Drew McIntyre in un 2-on-1 Handicap match. L'8 marzo, nel kickoff di Elimination Chamber, Hawkins e Ryder sono stati sconfitti dai Viking Raiders.
Il 15 aprile 2020 la WWE ha comunicato il licenziamento di Hawkins e di numerosi altri colleghi.

### Ritorno in Impact Wrestling (2020–presente)
Nella puntata di Impact! del 21 luglio 2020 Myers ha fatto il suo ritorno ad Impact Wrestling indossando una maschera durante un promo pre-registrato.

## Personaggio

### Mosse finali
- Heat Seeking Elbow (Diving elbow drop) – 2010–presente
- Laugh Riot (Impaler DDT) – FCW
- Taste of Pain (Hangman's facebuster) – 2007–presente

### Soprannomi
- "The Party Starter"
- "The Prince of Queens"
- "The Most Professional Wrestler"

## Titoli e riconoscimenti
- Alpha-1 Wrestling
  - A1 Alpha Male Championship (1)
- Create A Pro Wrestling

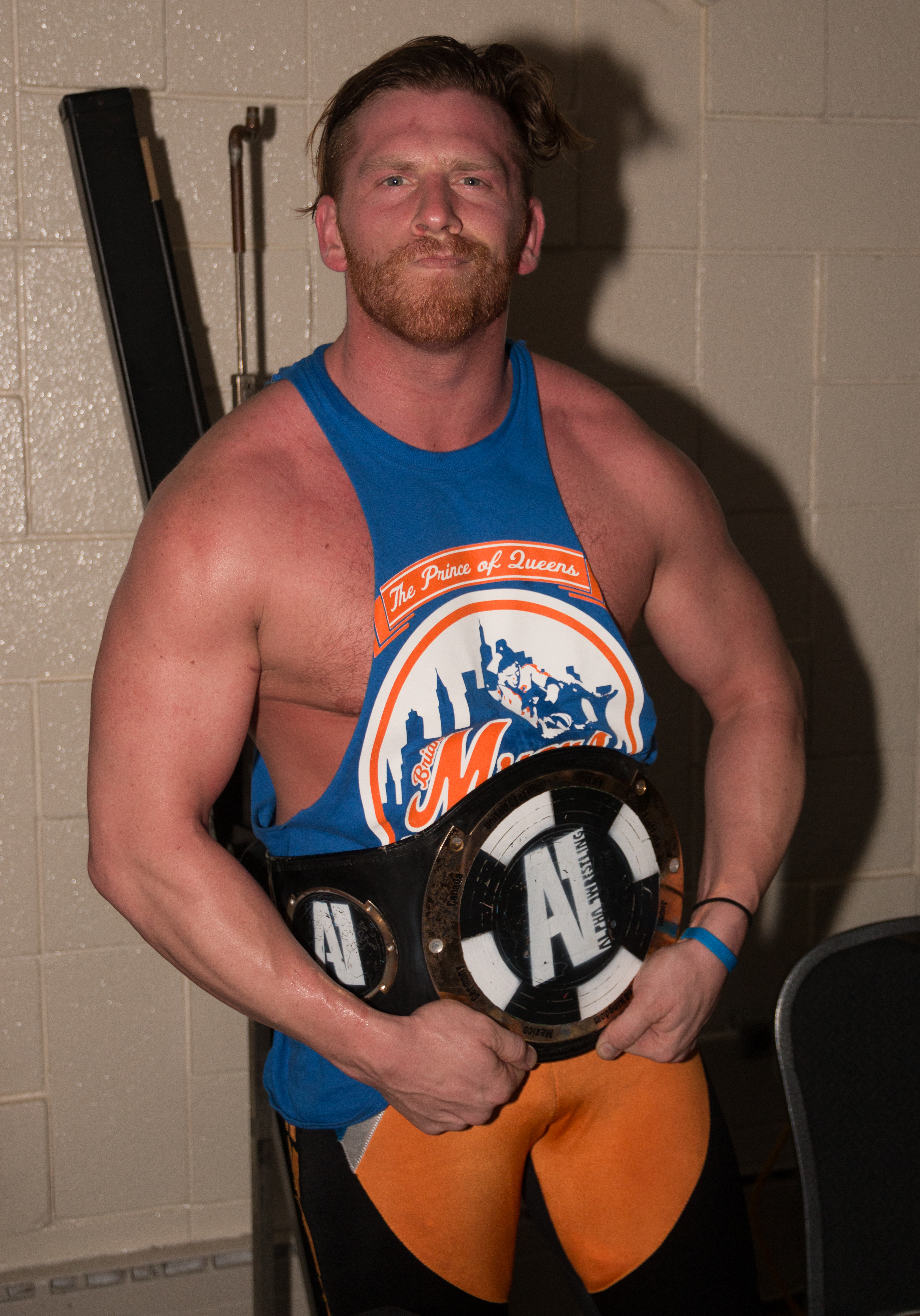
Myers con l'A1 Alpha Male Championship, titolo che ha vinto una volta

  - CAP Tag Team Championship (1, attuale) – con Mark Sterling
- Deep South Wrestling
  - DSW Tag Team Championship (2) – con Brett Majors
- Five Borough Wrestling
  - FBW Heavyweight Championship (1)
- Florida Championship Wrestling
  - FCW Florida Tag Team Championship (1) – con Caylen Croft e Trent Baretta
- Grim Toy Show Wrestling
  - GTS YouTube Wrestling Figures Heavyweight Championship (1)
- New York Wrestling Connection
  - NYWC Tag Team Championship (2) – con Brett Matthews
- Ohio Valley Wrestling
  - OVW Southern Tag Team Championship (1) – con Brett Matthews
- Pro Wrestling Illustrated
  - 128º tra i 500 migliori wrestler singoli nella PWI 500 (2019)

- Premier Wrestling Federation - New Jersey
  - PWF New Jersey Tag Team Championship (1) – con Brett Majors

- Pro Wrestling Syndicate
  - PWS Television Championship (2)
  - PWS Television Championship Tournament (2015)
- Total Nonstop Action Wrestling
  - TNA World Tag Team Championship (1) – con Trevor Lee

- WWE
  - WWE Raw Tag Team Championship (2)[3] – con Zack Ryder

- WrestlePro
  - WrestlePro Tag Team Championship (1) – con Joey Janela